# Salceda de Caselas
Salceda de Caselas là một đô thị trong tỉnh Pontevedra, Galicia, Tây Ban Nha. Dân số 8.023 (2008).